# Eleições parlamentares europeias de 2009 (Alemanha)
As eleições parlamentares europeias de 2009 na Alemanha, realizadas a 7 de Junho, serviram para eleger os 99 deputados do país para o Parlamento Europeu. 

## Resultados Nacionais
| Partido                 | Partido                      | Partido                      | Votos          | %               | +/-     | Deputados | +/-     |
| ----------------------- | ---------------------------- | ---------------------------- | -------------- | --------------- | ------- | --------- | ------- |
|                         |                              | União Democrata-Cristã       | 8 071 391      | 30,65 / 100,00  | 5,85    | 34 / 99   | 6       |
|                         | União Social-Cristã          | 1 896 762                    | 7,20 / 100,00  | 0,80            | 8 / 99  | 1         |         |
| A União                 | A União                      | 9 968 153                    | 37,85 / 100,00 | 6,65            | 42 / 99 | 7         |         |
|                         | Partido Social-Democrata     | Partido Social-Democrata     | 5 472 566      | 20,78 / 100,00  | 0,74    | 23 / 99   | Estável |
|                         | Aliança 90/Os Verdes         | Aliança 90/Os Verdes         | 3 194 509      | 12,13 / 100,00  | 0,19    | 14 / 99   | 1       |
|                         | Partido Democrático Liberal  | Partido Democrático Liberal  | 2 888 084      | 10,97 / 100,00  | 4,90    | 12 / 99   | 5       |
|                         | A Esquerda                   | A Esquerda                   | 1 969 239      | 7,48 / 100,00   | 1,36    | 8 / 99    | 1       |
|                         | Eleitores Livres             | Eleitores Livres             | 442 579        | 1,68 / 100,00   | Novo    | 0 / 99    | Novo    |
|                         | Os Republicanos              | Os Republicanos              | 347 887        | 1,32 / 100,00   | 0,66    | 0 / 99    | Estável |
|                         | Partido dos Direitos Animais | Partido dos Direitos Animais | 289 694        | 1,10 / 100,00   | 0,19    | 0 / 99    | Estável |
|                         | Outros                       | Outros                       | 1 508 867      | 5,60 / 100,00   |         | 0 / 99    |         |
| Votos inválidos         | Votos inválidos              | Votos inválidos              | 590 170        | 2,19 / 100,00   | 0,61    |           |         |
| Total                   | Total                        | Total                        | 26 923 614     | 100,00 / 100,00 |         | 99 / 99   |         |
| Eleitorado/Participação | Eleitorado/Participação      | Eleitorado/Participação      | 62 222 873     | 43,27 / 100,00  | 0,24    |           |         |
| Fonte                   | Fonte                        | Fonte                        | [ 2 ]          | [ 2 ]           | [ 2 ]   | [ 2 ]     | [ 2 ]   |

## Resultados por Estados federais
| Estados federais                 | %    | %    | %    | %    | %    | %    | %   | %   | %    |
| Estados federais                 | CDU  | SPD  | GRÜ  | FDP  | DL   | CSU  | FW  | REP | TIER |
| -------------------------------- | ---- | ---- | ---- | ---- | ---- | ---- | --- | --- | ---- |
| Baden-Württemberg                | 38,7 | 18,1 | 15,0 | 14,1 | 3,0  | -    | 1,3 | 1,9 | 1,2  |
| Baixa Saxônia                    | 39,2 | 27,3 | 12,5 | 10,2 | 4,0  | -    | 0,4 | 0,7 | 0,9  |
| Baviera                          | -    | 12,9 | 11,5 | 9,0  | 2,3  | 48,1 | 6,8 | 1,3 | 0,8  |
| Berlim                           | 24,3 | 18,8 | 23,6 | 8,7  | 14,7 | -    | 0,5 | 0,9 | 1,4  |
| Brandemburgo                     | 22,5 | 22,8 | 8,4  | 7,4  | 26,0 | -    | 0,5 | 0,7 | 1,5  |
| Bremen                           | 24,5 | 29,3 | 22,1 | 8,9  | 7,2  | -    | 0,3 | 0,5 | 1,0  |
| Hamburgo                         | 29,7 | 25,4 | 20,5 | 11,2 | 6,7  | -    | 0,6 | 0,4 | 0,7  |
| Hesse                            | 36,4 | 24,4 | 15,0 | 12,6 | 3,9  | -    | 0,7 | 1,2 | 0,9  |
| Mecklemburgo-Pomerânia Ocidental | 32,3 | 16,7 | 5,5  | 7,6  | 23,5 | -    | 0,7 | 1,4 | 1,3  |
| Renânia do Norte-Vestfália       | 38,0 | 25,6 | 12,5 | 12,3 | 4,6  | -    | 0,4 | 1,0 | 1,0  |
| Renânia-Palatinado               | 39,9 | 25,7 | 9,5  | 11,2 | 3,5  | -    | 1,1 | 2,0 | 1,5  |
| Sarre                            | 35,9 | 26,6 | 7,7  | 8,1  | 12,0 | -    | 1,0 | 0,7 | 1,5  |
| Saxônia                          | 35,3 | 11,7 | 6,7  | 9,8  | 20,1 | -    | 1,5 | 2,6 | 1,6  |
| Saxônia-Anhalt                   | 29,1 | 18,1 | 5,4  | 8,6  | 23,6 | -    | 0,6 | 1,2 | 1,8  |
| Schleswig-Holstein               | 37,9 | 24,6 | 13,5 | 12,7 | 3,9  | -    | 0,5 | 0,4 | 0,9  |
| Turíngia                         | 31,1 | 15,7 | 5,8  | 8,2  | 23,8 | -    | 1,7 | 2,2 | 1,6  |
| Alemanha                         | 30,7 | 20,8 | 12,1 | 11,0 | 7,5  | 7,2  | 1,7 | 1,3 | 1,1  |